# Astrotrichilia masoalensis
Astrotrichilia masoalensis är en tvåhjärtbladig växtart som beskrevs av J.-f. Leroy. Astrotrichilia masoalensis ingår i släktet Astrotrichilia och familjen Meliaceae. Inga underarter finns listade i Catalogue of Life.